# 王百齡
王百齡，字介眉，號芝田。陕西长安县（今属西安市）人，清朝官员、诗人。

## 生平
百齡父早卒，王筠將其撫養成人，並激勵道：「吾於汝家長貧作苦，所望者為進士女復為進士母耳」。嘉慶七年（1802年），百齡中進士。選翰林院庶吉士，散館改直隸知縣，官至直隸延慶州知州。詩作附入王元常之《西园瓣香集》。《晚晴簃诗汇》收其诗。

## 家族
外祖父王元常，乾隆十三年（1748年）進士，曾官直隸知縣，工詩，為官亦不廢吟詠。母王筠自幼穎異，亦工詩詞。